# Американская и Канадская епархия
Американская и Канадская епархия (Сербская Православная Церковь в Соединённых Штатах Америки и Канады) — епархия Сербской православной церкви, объединявшая приходы и монастыри Сербской православной церкви на территории США и Канады. Существовала в 1921—1963 годы.

## История
Первоначально сербские православный приходы в Северной Америке находились в ведении Алеутской и Северо-Американской епархии, в которой по инициативе архиепископа Тихона (Беллавина) 17 августа 1905 года была образована Сербская миссия.
13 сентября 1921 года на заседании Архиерейского Собора Сербской православной церкви в Сремских Карловцах было принято постановление учредить сербскую православную Американскую и Канадскую епархию с кафедрой в Чикаго, что означало выход сербских приходов из Северо-Американской епархии Русской православной церкви. Для организации жизни епархии и управления ею решено было «поставить викария или отправить делегата от Архиерейского Собора, со временем заменив его на епископа; оставить за СПЦ право учредить епархиальное управление для надзора за сербскими приходами и священниками; платить викарию и диакону из государственных средств; согласовать спорные вопросы с высшими церковными инстанциями Русской православной церкви». Делегатом от Собора был избран епископ Охридский Николай (Велимирович). О решениях Собора был извещен глава Русской Православной Церкви за границей митрополит Киевский и Галицкий Антоний (Храповицкий), находившийся в то время в Сербии, который должен был уведомить об этом архиепископа Алеутского и Североамериканского Александра (Немоловского).
Решения Собора получили отрицательный отзыв Министерства по делам религий Сербии, которое не выделило средств, в связи с чем приходы в Америке фактически оставались без архипастырского окормления. Настоятели сербских общин неоднократно ходатайствовали перед священноначалием СПЦ о возведении администратора Сербской миссии архимандрита Мардария (Ускоковича) в сан епископа Американско-Канадского, указывая на том, что за годы своего служения архимандрит Мардарий организовал жизнь Сербской Православной Церкви в Америке, объединил сербские колонии и разрозненные приходы, открыл епархиальную консисторию, начал выпускать газеты «Српска Црква», основал монастырь Святого Саввы в Либертивилле, ставший административным и духовным центром епархии. Лишь 5 декабря 1925 года архимандрит Мардарий был единогласно избран Архиерейским Собором Сербской Православной Церкви на американскую кафедру; 25 апреля 1926 года в Белграде состоялась его епископская хиротония.
После смерти епископа Мардария в 1935 году администратором епарихии был назначен епископ Далматинский Ириней (Джорджевич).
22 июня 1938 года Архиерейским Собором Сербской церкви епископом Американским и Канадским был назначен Дамаскин (Грданички).
30 ноября — 3 декабря 1938 года под председательством епископа Дамаскина состоялся 3-й Церковно-народный собор в Чикаго, принявший изменения в уставе епархии.
8 декабря 1939 года правящим архиереем был назначен епископ Дионисий (Миливоевич). На тот момент в епархии насчитывалось 43 храма и монастырь святого Саввы в Либертивилле. В каждом приходе работали школы, где преподавались сербский язык, национальная история и церковное пение. С 1894 по 1941 год было основано 48 сербских церковно-школьных общин, при которых действовало 57 женских организаций, объединенных позднее в Союз обществ сербских сестёр под опекой Американско-Канадской епархией. В епархии в разное время выходило несколько церковных газет на сербском языке, которые существовали недолго. После второй мировой войны в течение четырёх лет действовала Сербская православная семинария, в которой преподавали епископы Жичский Николай (Велимирович), Далматинский Ириней (Джорджевич) и глава епархии Дионисий (Миливоевич).
После прихода к власти коммунистов в Югославии отношения епископа Дионисия с Церковью на Родине стали ухудшаться. Наконец 10 мая 1963 года решением Архиерейского Собора Сербской Церкви епископ Дионисий за раскольнические действия был уволен на покой, а Американско-Канадская епархия была разделена на три самостоятельных епархии: Западноамериканская епархия с центром в Алхамбре (штат Калифорния), Восточноамериканская и Канадская с центром в Кливленде (штат Огайо) и Среднезападноамериканскую митрополию с центром в монастыре святого Саввы в Либертивилле. При этом новообразованные епархии вошли в состав митрополичьего округа — Сербскую Православную Церковь в США и Канаде.
Сам епископ Дионисий этих решений не признал и продолжил считать себя главой Американской и Канадской епархии. Вместе с перешедшей на его сторону частью клира и паствы он создал неканоническую «Свободную сербскую православную церковь», в составе которой продолжала существовать Американская и Канадская епархия.

## Епископы
- 25 апреля 1926 — 12 декабря 1935 — Мардарий (Ускокович)
- 21 июня 1936 — 22 июня 1938 — Ириней (Джорджевич) в/у, епископ Далматинский
- 22 июня 1938 — 8 декабря 1939 — Дамаскин (Грданички)
- 8 декабря 1939 — 10 мая 1963 — Дионисий (Миливоевич)